# Louis Floch
Louis Floch (ur. 28 grudnia 1947 w Saint-Pol-de-Léon) - były francuski piłkarz, występujący na pozycji napastnika.
W reprezentacji Francji zadebiutował w meczu przeciwko Węgrom 12 lutego 1969. Łącznie do 1973 rozegrał 16 meczów, strzelając 2 gole